# 3-й Волоколамский проезд
Тре́тий Волокола́мский прое́зд — улица на северо-западе Москвы в районе Щукино Северо-Западного административного округа между улицей Маршала Бирюзова и 1-м Волоколамским проездом.

## Происхождение названия
Назван в 1958 году по Волоколамскому шоссе.

## Описание
3-й Волоколамский проезд начинается от улицы Маршала Бирюзова, проходит на северо-восток, справа на него выходит улица Маршала Рыбалко, заканчивается на 1-м Волоколамском проезде.

## Учреждения и организации
по нечётной стороне:
- расположена территория 52-й городской клинической больницы, приписанной к Пехотной улице.

по чётной стороне:
- № 4 — детский сад № 1043;
- № 14, корпус 2 — детский сад № 1106.